# Edward Fender
Edward Piotr Fender (* 8. August 1942 in Bielitz; † 6. November 2021) war ein polnischer Rennrodler, der in den 1960er Jahren bei internationalen Wettkämpfen antrat. 

## Werdegang
Fender gewann bei den Polnischen Meisterschaften 1960 mit seinem Partner Jerzy Wojnar seinen ersten nationalen Titel. Drei Jahre später gewann er gemeinsam mit Mieczysław Pawełkiewicz die Silbermedaille im Doppelsitzerwettbewerb bei den Rennrodel-Weltmeisterschaften 1963 in Imst. Bei den Olympischen Winterspielen 1964 in Innsbruck belegte das Paar den sechsten Platz. Im Einzelwettbewerb war er bereits in Durchgang eins ausgeschieden. Wenig später gewann er gemeinsam mit Mieczysław Pawełkiewicz seinen zweiten Polnischen Meistertitel.
Nach dem Ende seiner aktiven Karriere arbeitete Fender als Trainer. So betreute er von 1978 bis 1983 die Nationalmannschaft im Naturbahnrodeln.